# Eskadra Korpusu Ochrony Pogranicza
Eskadra Korpusu Ochrony Pogranicza – pododdział lotnictwa Wojska Polskiego w II Rzeczypospolitej.
Godło eskadry: białe litery K.O.P. na stateczniku pionowym samolotu

## Formowanie i zmiany organizacyjne
W celu zabezpieczenia przed penetracją sowieckich samolotów budowy umocnień granicy wschodniej na odcinku Pińsk–Krzemieniec Podolski, dowódca 1 pułku lotniczego swoim rozkazem nr 257/36 z 2 listopada 1936 odkomenderował załogę por. obs. Alfons Nowak z 12 eskadry liniowej i kpr. pil. Jana Palaka z 113 eskadry myśliwskiej  na samolocie Potez XXV lądowisko koło Sarn.
Wykonywane loty patrolowe wolnego pojedynczego samolotu nie odstraszały jednak przeciwnika.
17 sierpnia nad granicę sowiecką poleciały prowadzone przez por. pil. Zdzisława Krasnodębskiego, samoloty PZL P.11. Nowi piloci rozpoczęli służbę w ramach eskadry KOP.
Stacjonujący w Sarnach personel latający podlegał rotacyjnej wymianie i zwykle raz w miesiącu zastępowany był przez nowych pilotów dywizjonu. Ekipa myśliwców z III/l dywizjonu stacjonowała w Sarnach do połowy listopada 1936. W tym czasie piloci wielokrotnie przepędzali znad terytorium Polski rosyjskie maszyny rozpoznawcze, ale i sami niejednokrotnie przekraczali granice Rosji Sowieckiej.
We wrześniu por. pil. Witold Urbanowicz oraz por. pil. Wincenty Nałęcz stoczyli walkę z sowieckim dwupłatem zwiadowczym.

Tak walkę wspomina Witold Urbanowicz:

Patrolowaliśmy wyznaczony obszar powietrzny w rejonie Sarn. Mieliśmy ostrą amunicję. Otrzymaliśmy rozkaz, aby strzelać wyłącznie we własnej obronie. I tak się też stało. W czasie lotu z por. Wincentym Nałęczem sowiecki samolot otworzył do nas ogień. Po wykonaniu uniku ponownie dawałem mu znaki: kołysaniem samolotu i wskazywaniem mu ręką, aby odleciał na wschód. Pilot sowiecki, zamiast wykonać moje polecenie, ponownie nas ostrzelał. Wówczas zaatakowaliśmy samolot rosyjski. Strzelałem do niego krótkimi seriami (był to dwupłat). Samolot rosyjski zaczął dymić, wykonał kilka zwitek korkociągu i zniknął w chmurach. Na drugi dzień prasa polska podała: „Samolot rosyjski z niewiadomych powodów rozbił się na błotach poleskich”. Żadnej reakcji ze strony rosyjskiej nie było. Wydarzenie to było trzymane w tajemnicy. Po lądowaniu powiedziałem mechanikom, że strzelałem w powietrze celem sprawdzenia karabinów maszynowych. Rosjanie po tym tzw. „rozbiciu samolotu na biotach poleskich” przestali fotografować umocnienia polskie wzdłuż granicy wschodniej.

Wiosną 1937 w Sarnach dyżurowali sierż. pil. Jan Kołcoń i kpr. pil. Ludwik Lech ze 111 eskadry myśliwskiej). Do swojej dyspozycji posiadali dwa samoloty, które były oznaczone białymi literami K.O.P. Patrole mogły już bardziej skutecznie chronić wznoszone umocnienia przed rozpoznaniem z powietrza.
Ze względu jednak na dużą częstotliwość naruszania granicy państwowej, dowódca 1 pułku lotniczego ustalił turnusową obsadę lotniska Sarny przez pilotów i personel techniczny III/1 i IV/1 dywizjonów myśliwskich.
Specyfikę służby eskadry KOP tak opisuje kpr. pil. Michał Cwynar:

„...26 czerwca 1938 r. siedem samolotów z kompletną obsługą i personelem zostało wysłane z IV/1 dywizjonu warszawskiego na połowę lotnisko obok m. Sarny, na obronę kompleksu umocnień, biegnących od Pińska na południe — aż do Krzemieńca Podolskiego. Skład personelu latającego: dowódca – kpt. Władysław Szczesniewski, zastępca – por. Aleksander Gabszewicz, ppor. ppor. Jan Borowski, Hieronim Dudwał i Józef Górski, plut. Mieczysław Kaźmierczak, kpr. kpr. Michał Cwynar i Kazimierz Sztramko. Byliśmy tam aż do połowy grudnia, patrolując granicę, będąc w kontakcie z personelem granicznym podczas lotu na pewnych odcinkach, w sposób bardzo efektywny, a mianowicie przez wykładanie pewnych białych sygnałów, podając kierunek, czas, wysokość lotu samolotów, które często przekraczały lecąc na rozpoznanie nad naszą granicę. My również odpłacaliśmy się podobnie, przekraczając ich granicę.

13 września 1938 zginęli przy starcie do lotu patrolowego na samolocie Potez XXV ppor. obs. Stanisław Jastrzębski i kpr. pil. Jan Uzar.
Od 1939 dyżury na lotnisku Sarny przejął III/6 dywizjon myśliwski 6 pułku lotniczego. 
Wczesnym przedpołudniem 27 sierpnia z lotniska Skniłów odleciał na lądowisko Orłówka koło Sarn klucz trzech PZL P.7a. Samoloty pochodziły z zapasów parku lotniczego 6 pułku. Kluczem dowodził por. pil. Robert Janota ze 161 eskadry myśliwskiej. Jak się później okazało, była to ostatnia obsada eskadry KOP. 
Ostatni klucz w składzie: por. por. pil. Robert Janota i Franciszek Małecki oraz plut. Antoni Bajcer opuścił lotnisko KOP w Sarnach 9 września 1939.

## Dowódcy eskadry
- por. obs. Alfons Nowak – od 1936

...
- por.pil. Robert Janota – do 9 września 1939